# Vestric-et-Candiac
Vestric-et-Candiac est une commune française située dans le sud du département du Gard, en région Occitanie.
Exposée à un climat méditerranéen, elle est drainée par le canal d'irrigation du Bas-Rhône Languedoc, le Vieux Vistre. La commune possède un patrimoine naturel remarquable : un site Natura 2000 (les « costières nîmoises »), un espace protégé (les « Costières de Nimes ») et deux zones naturelles d'intérêt écologique, faunistique et floristique.
Vestric-et-Candiac est une commune urbaine qui compte 1 345 habitants en 2022, après avoir connu une forte hausse de la population depuis 1962. Elle est dans l'agglomération de Nîmes et fait partie de l'aire d'attraction de Nîmes. Ses habitants sont appelés les Vestriçois et Vestriçoises.
Le patrimoine architectural de la commune comprend un immeuble protégé au titre des monuments historiques : le château de Montcalm, inscrit en 1944.

## Géographie
La commune est située dans la plaine agricole de la Vistrenque.
Les communes limitrophes sont  Beauvoisin, Boissières, Le Cailar, Uchaud, Vauvert et Vergèze.
| Boissières            |                    | Uchaud     |
| Vergèze               | Vestric-et-Candiac | Beauvoisin |
| Le Cailar (sur 100 m) | Vauvert            |            |

Vestric-et-Candiac est l'une des 75 communes membres du Schéma de cohérence territoriale SCOT du sud du Gard, et fait également partie des 34 communes du Pays Vidourle-Camargue.
La commune de Vestric-et-Candiac est composée, comme son nom l'indique, du village de Vestric et du hameau de Candiac.

### Climat
Pour des articles plus généraux, voir Climat de l'Occitanie et Climat du Gard.
En 2010, le climat de la commune est de type climat méditerranéen franc, selon une étude s'appuyant sur une série de données couvrant la période 1971-2000. En 2020, Météo-France publie une typologie des climats de la France métropolitaine dans laquelle la commune est exposée à un climat méditerranéen et est dans la région climatique Provence, Languedoc-Roussillon, caractérisée par une pluviométrie faible en été, un très bon ensoleillement (2 600 h/an), un été chaud (21,5 °C), un air très sec en été, sec en toutes saisons, des vents forts (fréquence de 40 à 50 % de vents > 5 m/s) et peu de brouillards.
Pour la période 1971-2000, la température annuelle moyenne est de 14,4 °C, avec une amplitude thermique annuelle de 16,6 °C. Le cumul annuel moyen de précipitations est de 718 mm, avec 6 jours de précipitations en janvier et 2,7 jours en juillet. Pour la période 1991-2020, la température moyenne annuelle observée sur la station météorologique la plus proche, située sur la commune de Gallargues-le-Montueux à 7 km à vol d'oiseau, est de 15,5 °C et le cumul annuel moyen de précipitations est de 674,8 mm,. Pour l'avenir, les paramètres climatiques de la commune estimés pour 2050 selon différents scénarios d’émission de gaz à effet de serre sont consultables sur un site dédié publié par Météo-France en novembre 2022.

### Milieux naturels et biodiversité

#### Espaces protégés
La protection réglementaire est le mode d’intervention le plus fort pour préserver des espaces naturels remarquables et leur biodiversité associée,.
Un  espace protégé est présent sur la commune : 
les « Costières de Nimes », un terrain acquis (ou assimilé) par un conservatoire d'espaces naturels, d'une superficie de 2 027 ha.

#### Réseau Natura 2000

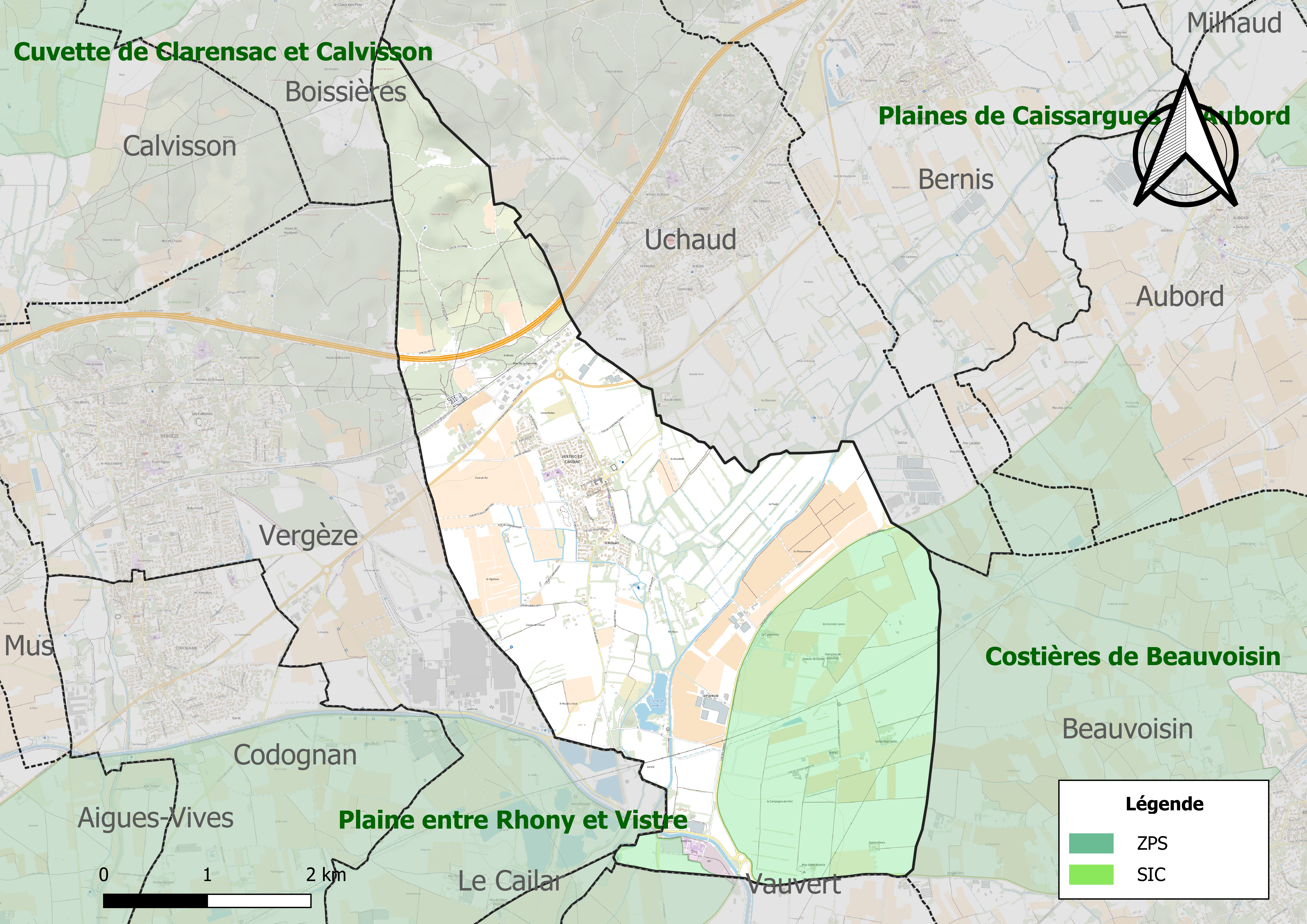
Sites Natura 2000 sur le territoire communal.

Le réseau Natura 2000 est un réseau écologique européen de sites naturels d'intérêt écologique élaboré à partir des directives habitats et oiseaux, constitué de zones spéciales de conservation (ZSC) et de zones de protection spéciale (ZPS).
Un site Natura 2000 a été défini sur la commune au titre  de la directive oiseaux : les « costières nîmoises », d'une superficie de 13 479 ha, qui accueillait, en 2004, 300 mâles chanteurs, soit 60% des mâles reproducteurs de la région et près du quart des mâles reproducteurs en France.

#### Zones naturelles d'intérêt écologique, faunistique et floristique

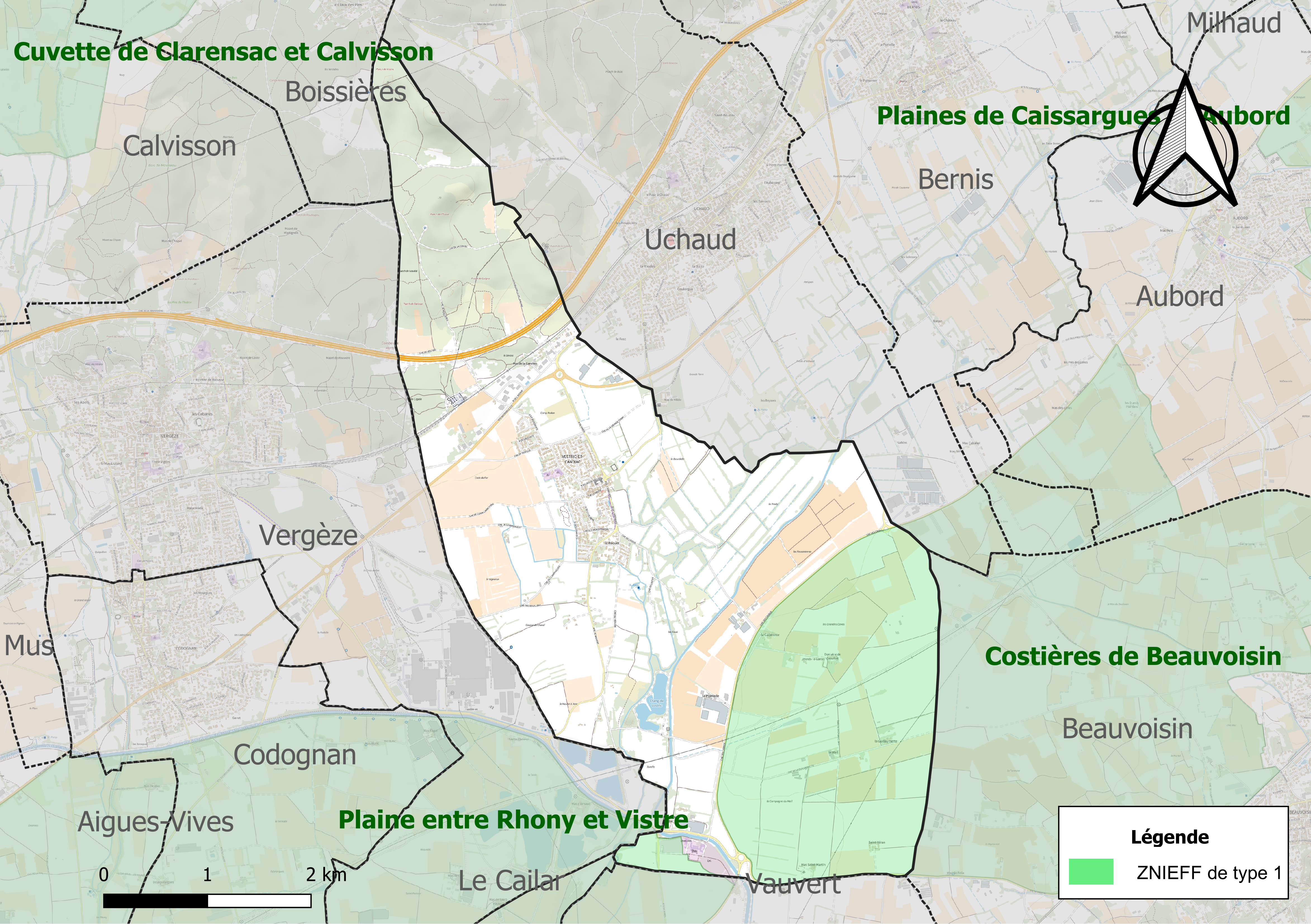
Carte des ZNIEFF de type 1 localisées sur la commune.

L’inventaire des zones naturelles d'intérêt écologique, faunistique et floristique (ZNIEFF) a pour objectif de réaliser une couverture des zones les plus intéressantes sur le plan écologique, essentiellement dans la perspective d’améliorer la connaissance du patrimoine naturel national et de fournir aux différents décideurs un outil d’aide à la prise en compte de l’environnement dans l’aménagement du territoire.
Deux ZNIEFF de type 1 sont recensées sur la commune :
les « costières de Beauvoisin » (1 030 ha), couvrant 5 communes du département, et 
la « plaine entre Rhony et Vistre » (1 232 ha), couvrant 6 communes du département.

## Urbanisme

### Typologie
Au 1er janvier 2024, Vestric-et-Candiac est catégorisée ceinture urbaine, selon la nouvelle grille communale de densité à sept niveaux définie par l'Insee en 2022.
Elle appartient à l'unité urbaine de Nîmes, une agglomération intra-départementale regroupant neuf  communes, dont elle est une commune de la banlieue,,. Par ailleurs la commune fait partie de l'aire d'attraction de Nîmes, dont elle est une commune de la couronne,. Cette aire, qui regroupe 92 communes, est catégorisée dans les aires de 200 000 à moins de 700 000 habitants,.

### Occupation des sols
L'occupation des sols de la commune, telle qu'elle ressort de la base de données européenne d’occupation biophysique des sols Corine Land Cover (CLC), est marquée par l'importance des territoires agricoles (85 % en 2018), en diminution par rapport à 1990 (91 %). La répartition détaillée en 2018 est la suivante : 
cultures permanentes (40,9 %), zones agricoles hétérogènes (38 %), forêts (9,8 %), prairies (6,1 %), zones urbanisées (4,7 %), milieux à végétation arbustive et/ou herbacée (0,5 %), zones industrielles ou commerciales et réseaux de communication (0,1 %). L'évolution de l’occupation des sols de la commune et de ses infrastructures peut être observée sur les différentes représentations cartographiques du territoire : la carte de Cassini (XVIIIe siècle), la carte d'état-major (1820-1866) et les cartes ou photos aériennes de l'IGN pour la période actuelle (1950 à aujourd'hui).

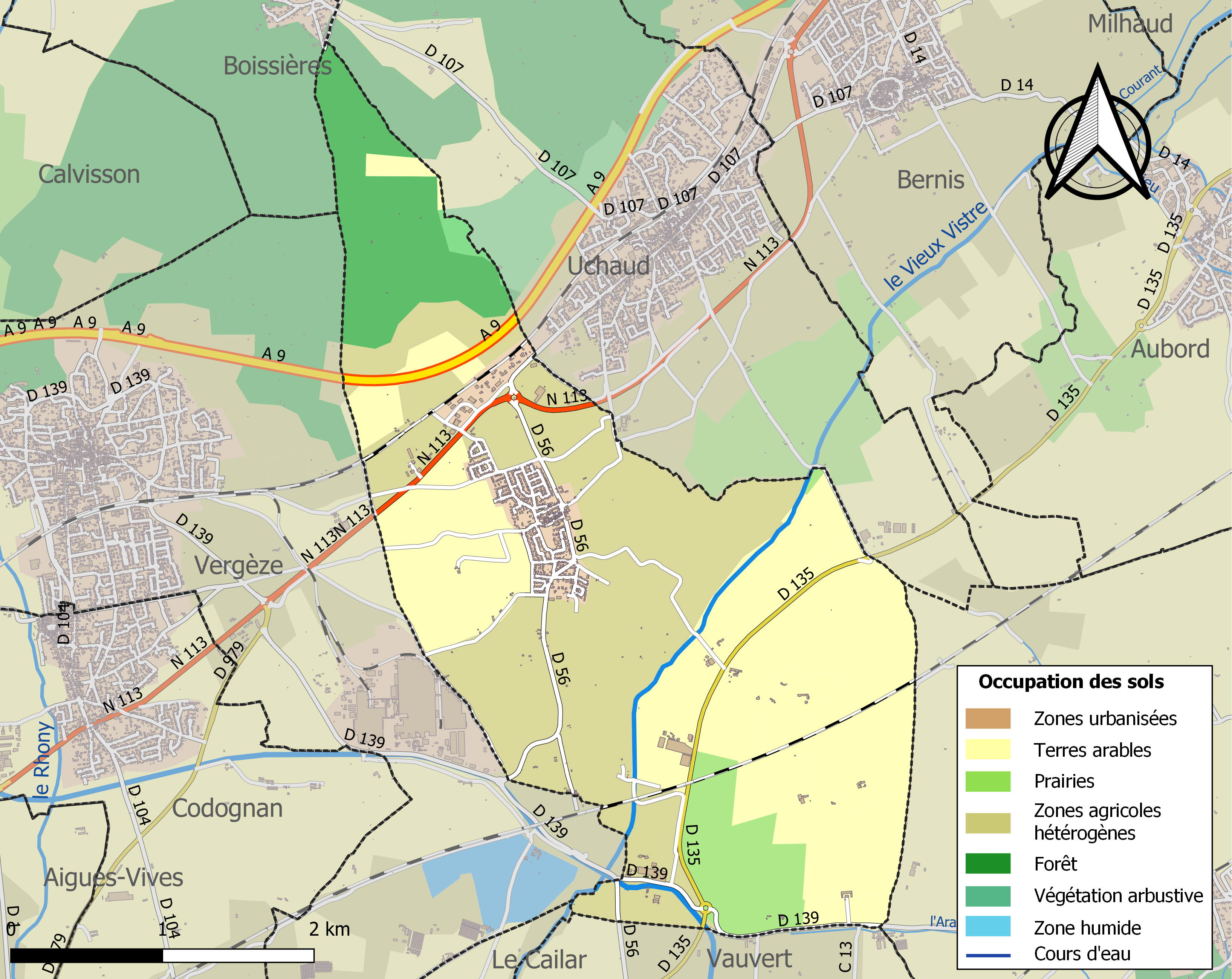
Carte des infrastructures et de l'occupation des sols de la commune en 2018 (CLC).

### Risques majeurs
Le territoire de la commune de Vestric-et-Candiac est vulnérable à différents aléas naturels : météorologiques (tempête, orage, neige, grand froid, canicule ou sécheresse), inondations, feux de forêts et séisme (sismicité faible). Il est également exposé à un risque technologique,  le transport de matières dangereuses. Un site publié par le BRGM permet d'évaluer simplement et rapidement les risques d'un bien localisé soit par son adresse soit par le numéro de sa parcelle.

#### Risques naturels
La commune fait partie du territoire à risques importants d'inondation (TRI) de Nîmes, regroupant 20 communes soumises aux aléas de ruissellement pour la commune de Nîmes et de débordements de cours d’eau, notamment du Vistre, d'un de ses affluents, le Rhôny, et plus à la marge du Rhône, à l’aval, un des 31 TRI qui ont été arrêtés fin 2012 sur le bassin Rhône-Méditerranée. Les événements significatifs passés relatifs à la Vistre sont des crues rapides et violentes, qui causent d’importants dégâts, voire des pertes humaines (octobre 1988, septembre 2002, décembre 2003, septembre 2005 notamment). Concernant le Rhôny, les principales crues recensées à Codognan ont eu lieu en 1845, 1933, 1945, 1958, 1963, 1976, 1987 et en octobre 1988. Cette dernière est la plus importante et marquante pour la population nîmoise. Des cartes des surfaces inondables ont été établies pour trois scénarios : fréquent (crue de temps de retour de 10 ans à 30 ans), moyen (temps de retour de 100 ans à 300 ans) et extrême (temps de retour de l'ordre de 1 000 ans, qui met en défaut tout système de protection),. La commune a été reconnue en état de catastrophe naturelle au titre des dommages causés par les inondations et coulées de boue survenues en 1982, 1988, 1994, 2002, 2003, 2005 et 2021,.

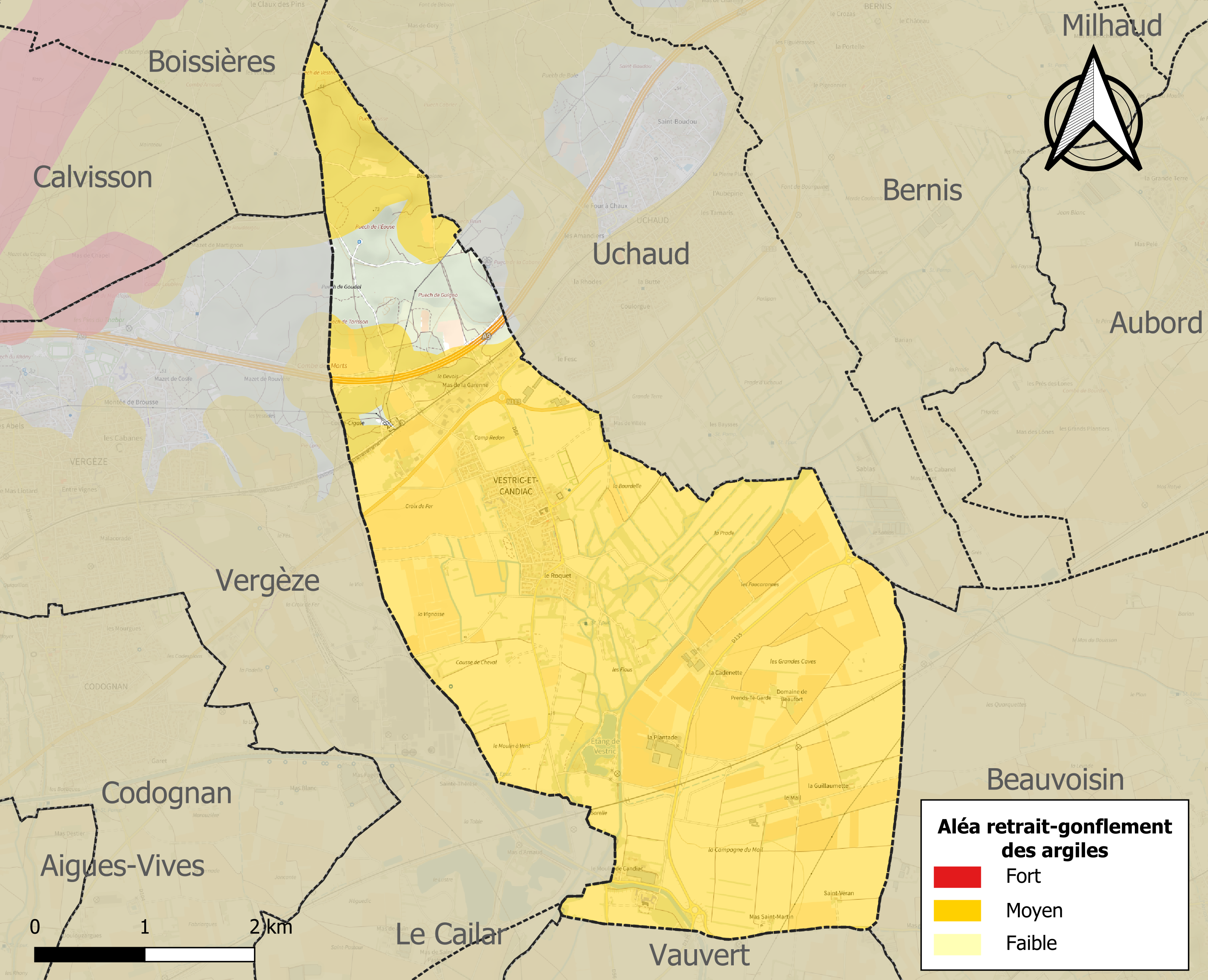
Carte des zones d'aléa retrait-gonflement des sols argileux de Vestric-et-Candiac.

Le retrait-gonflement des sols argileux est susceptible d'engendrer des dommages importants aux bâtiments en cas d’alternance de périodes de sécheresse et de pluie. 93,5 % de la superficie communale est en aléa moyen ou fort (67,5 % au niveau départemental et 48,5 % au niveau national). Sur les 509 bâtiments dénombrés sur la commune en 2019, 508 sont en aléa moyen ou fort, soit 100 %, à comparer aux 90 % au niveau départemental et 54 % au niveau national. Une cartographie de l'exposition du territoire national au retrait gonflement des sols argileux est disponible sur le site du BRGM,.
Par ailleurs, afin de mieux appréhender le risque d’affaissement de terrain, l'inventaire national des cavités souterraines permet de localiser celles situées sur la commune.

#### Risques technologiques
Le risque de transport de matières dangereuses sur la commune est lié à sa traversée par des infrastructures routières ou ferroviaires importantes ou la présence d'une canalisation de transport d'hydrocarbures. Un accident se produisant sur de telles infrastructures est en effet susceptible d’avoir des effets graves au bâti ou aux personnes jusqu’à 350 m, selon la nature du matériau transporté. Des dispositions d’urbanisme peuvent être préconisées en conséquence.

## Histoire
L'origine de cette région remonte aux domaines de la construction du Château de Candiac, est un château bâti à Vestric-et-Candiac, dans le département du Gard, en région Occitanie, en France. Le 28 février 1712, Louis-Joseph de Montcalm est né au Château de Candiac, près de Nîmes. Louis-Joseph de Montcalm, sieur de Candiac, marquis de Montcalm de Saint-Veran, commandant des troupes françaises en Nouvelle-France lors de la Guerre de Sept ans, mort au cours de la Bataille des Plaines d'Abraham, le 13 septembre 1759.
En 1980, le maire introduit une instance auprès du Conseil d'État en vue de chasser les personnes handicapées hébergées dans le centre de vacances de la commune, au motif qu'elles feraient peur aux habitants du village.

## Politique et administration

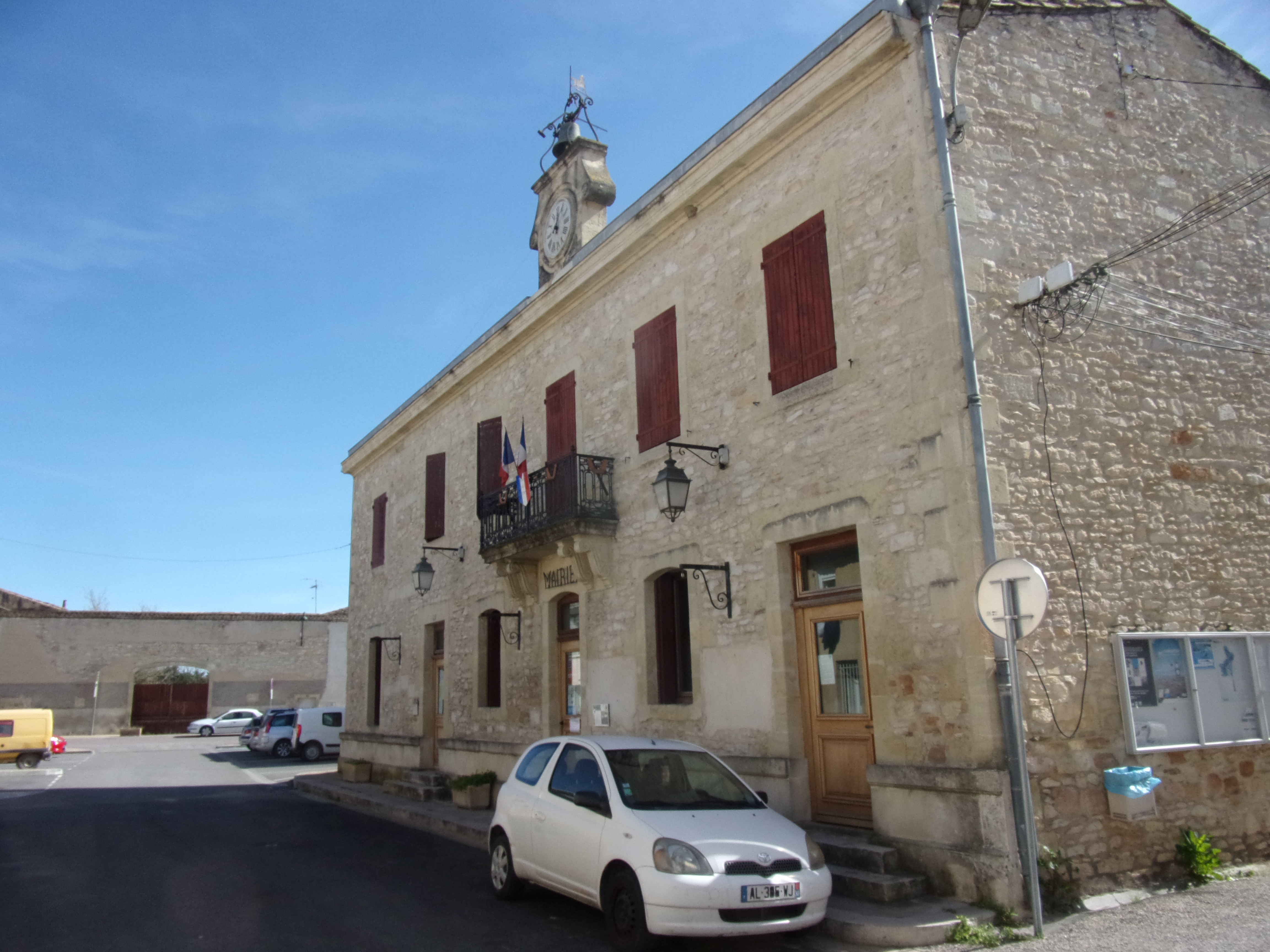
Mairie de Vestric-et-Candiac.

- 1989-2001 : Pierre Pezareix[28]

| Période                                  | Période   | Identité              | Étiquette | Qualité                                                           |
| ---------------------------------------- | --------- | --------------------- | --------- | ----------------------------------------------------------------- |
| mars 2001                                | mars 2008 | Patrick Otende        | DVD       |                                                                   |
| mars 2008                                | En cours  | Jean-François Laurent | DVD       | Vice-président de la Communauté de communes Rhôny Vistre Vidourle |
| Les données manquantes sont à compléter. |           |                       |           |                                                                   |

### Canton
Vestric-et-Candiac appartient au canton de Vauvert. Ses conseillers départementaux sont () et ().

## Démographie
L'évolution du nombre d'habitants est connue à travers les recensements de la population effectués dans la commune depuis 1793. Pour les communes de moins de 10 000 habitants, une enquête de recensement portant sur toute la population est réalisée tous les cinq ans, les populations de référence des années intermédiaires étant quant à elles estimées par interpolation ou extrapolation. Pour la commune, le premier recensement exhaustif entrant dans le cadre du nouveau dispositif a été réalisé en 2008.

En 2022, la commune comptait 1 345 habitants, en évolution de −5,28 % par rapport à 2016 (Gard : +2,97 %, France hors Mayotte : +2,11 %).
| 1793 | 1800 | 1806 | 1821 | 1831 | 1836 | 1841 | 1846 | 1851 |
| ---- | ---- | ---- | ---- | ---- | ---- | ---- | ---- | ---- |
| 181  | 206  | 218  | 243  | 259  | 244  | 279  | 284  | 289  |

| 1856 | 1861 | 1866 | 1872 | 1876 | 1881 | 1886 | 1891 | 1896 |
| ---- | ---- | ---- | ---- | ---- | ---- | ---- | ---- | ---- |
| 273  | 264  | 304  | 270  | 280  | 240  | 265  | 261  | 255  |

| 1901 | 1906 | 1911 | 1921 | 1926 | 1931 | 1936 | 1946 | 1954 |
| ---- | ---- | ---- | ---- | ---- | ---- | ---- | ---- | ---- |
| 241  | 257  | 268  | 243  | 231  | 227  | 194  | 204  | 272  |

| 1962 | 1968 | 1975 | 1982 | 1990  | 1999  | 2006  | 2008  | 2013  |
| ---- | ---- | ---- | ---- | ----- | ----- | ----- | ----- | ----- |
| 313  | 436  | 503  | 654  | 1 001 | 1 324 | 1 328 | 1 331 | 1 402 |

| 2018  | 2022  | - | - | - | - | - | - | - |
| ----- | ----- | - | - | - | - | - | - | - |
| 1 393 | 1 345 | - | - | - | - | - | - | - |

## Économie

### Revenus
En 2018  (données Insee publiées en septembre 2021), la commune compte 542 ménages fiscaux, regroupant 1 386 personnes. La médiane du revenu disponible par unité de consommation est de 20 880 € (20 020 € dans le département).

### Emploi
|                | 2008   | 2013   | 2018  |
| -------------- | ------ | ------ | ----- |
| Commune        | 7,3 %  | 10,2 % | 9,2 % |
| Département    | 10,6 % | 12 %   | 12 %  |
| France entière | 8,3 %  | 10 %   | 10 %  |

En 2018, la population âgée de 15 à 64 ans s'élève à 880 personnes, parmi lesquelles on compte 75,9 % d'actifs (66,7 % ayant un emploi et 9,2 % de chômeurs) et 24,1 % d'inactifs,. Depuis 2008, le taux de chômage communal (au sens du recensement) des 15-64 ans est inférieur à celui de la France et du département.
La commune fait partie de la couronne de l'aire d'attraction de Nîmes, du fait qu'au moins 15 % des actifs travaillent dans le pôle,. Elle compte 370 emplois en 2018, contre 329 en 2013 et 230 en 2008. Le nombre d'actifs ayant un emploi résidant dans la commune est de 593, soit un indicateur de concentration d'emploi de 62,5 % et un taux d'activité parmi les 15 ans ou plus de 60,3 %.
Sur ces 593 actifs de 15 ans ou plus ayant un emploi, 101 travaillent dans la commune, soit 17 % des habitants. Pour se rendre au travail, 86,5 % des habitants utilisent un véhicule personnel ou de fonction à quatre roues, 2 % les transports en commun, 7,5 % s'y rendent en deux-roues, à vélo ou à pied et 4 % n'ont pas besoin de transport (travail au domicile).

### Activités hors agriculture

#### Secteurs d'activités
161 établissements sont implantés  à Vestric-et-Candiac au 31 décembre 2019. Le tableau ci-dessous en détaille le nombre par secteur d'activité et compare les ratios avec ceux du département,.
| Secteur d'activité                                                                                        | Commune | Commune | Département |
| Secteur d'activité                                                                                        | Nombre  | %       | %           |
| --- | ------- | ------- | ----------- |
| Ensemble                                                                                                  | 161     |         |             |
| Industrie manufacturière, industries extractives et autres                                                | 10      | 6,2 %   | (7,9 %)     |
| Construction                                                                                              | 28      | 17,4 %  | (15,5 %)    |
| Commerce de gros et de détail, transports, hébergement et restauration                                    | 64      | 39,8 %  | (30 %)      |
| Activités financières et d'assurance                                                                      | 3       | 1,9 %   | (3 %)       |
| Activités immobilières                                                                                    | 4       | 2,5 %   | (4,1 %)     |
| Activités spécialisées, scientifiques et techniques et activités de services administratifs et de soutien | 21      | 13 %    | (14,9 %)    |
| Administration publique, enseignement, santé humaine et action sociale                                    | 14      | 8,7 %   | (13,5 %)    |
| Autres activités de services                                                                              | 17      | 10,6 %  | (8,8 %)     |

Le secteur du commerce de gros et de détail, des transports, de l'hébergement et de la restauration est prépondérant sur la commune puisqu'il représente 39,8 % du nombre total d'établissements de la commune (64 sur les 161 entreprises implantées  à Vestric-et-Candiac), contre 30 % au niveau départemental.

#### Entreprises et commerces
Les cinq entreprises ayant leur siège social sur le territoire communal qui génèrent le plus de chiffre d'affaires en 2020 sont : 
- Sv2B, travaux de maçonnerie générale et gros œuvre de bâtiment (1 867 k€)
- Sv2B, forages et sondages (1 699 k€)
- Garage Nico, entretien et réparation de véhicules automobiles légers (171 k€)
- LP Composite, autres travaux spécialisés de construction (111 k€)
- L Espace Courtage, activités des agents et courtiers d'assurances (14 k€)

### Agriculture
La commune est dans la « Plaine Viticole », une petite région agricole occupant le  sud-est du département du Gard. En 2020, l'orientation technico-économique de l'agriculture  sur la commune est la culture de fleurs et/ou horticulture diverse. 
|               | 1988 | 2000 | 2010 | 2020 |
| ------------- | ---- | ---- | ---- | ---- |
| Exploitations | 42   | 25   | 15   | 11   |
| SAU (ha)      | 595  | 428  | 300  | 375  |

Le nombre d'exploitations agricoles en activité et ayant leur siège dans la commune est passé de 42 lors du recensement agricole de 1988  à 25 en 2000 puis à 15 en 2010 et enfin à 11 en 2020, soit une baisse de 74 % en 32 ans. Le même mouvement est observé à l'échelle du département qui a perdu pendant cette période 61 % de ses exploitations,. La surface agricole utilisée sur la commune a également diminué, passant de 595 ha en 1988 à 375 ha en 2020. Parallèlement la surface agricole utilisée moyenne par exploitation a augmenté, passant de 14 à 34 ha.

## Culture locale et patrimoine

### Lieux et monuments
- Le château de Montcalm avec ses communs (inscription aux monuments historiques par arrêté du 15 mai 1944). Propriété privée, ce château a vu naître le Marquis de Montcalm, qu'une statue en bronze de Léopold Morice représente devant le château.
- Le château de Candiac.

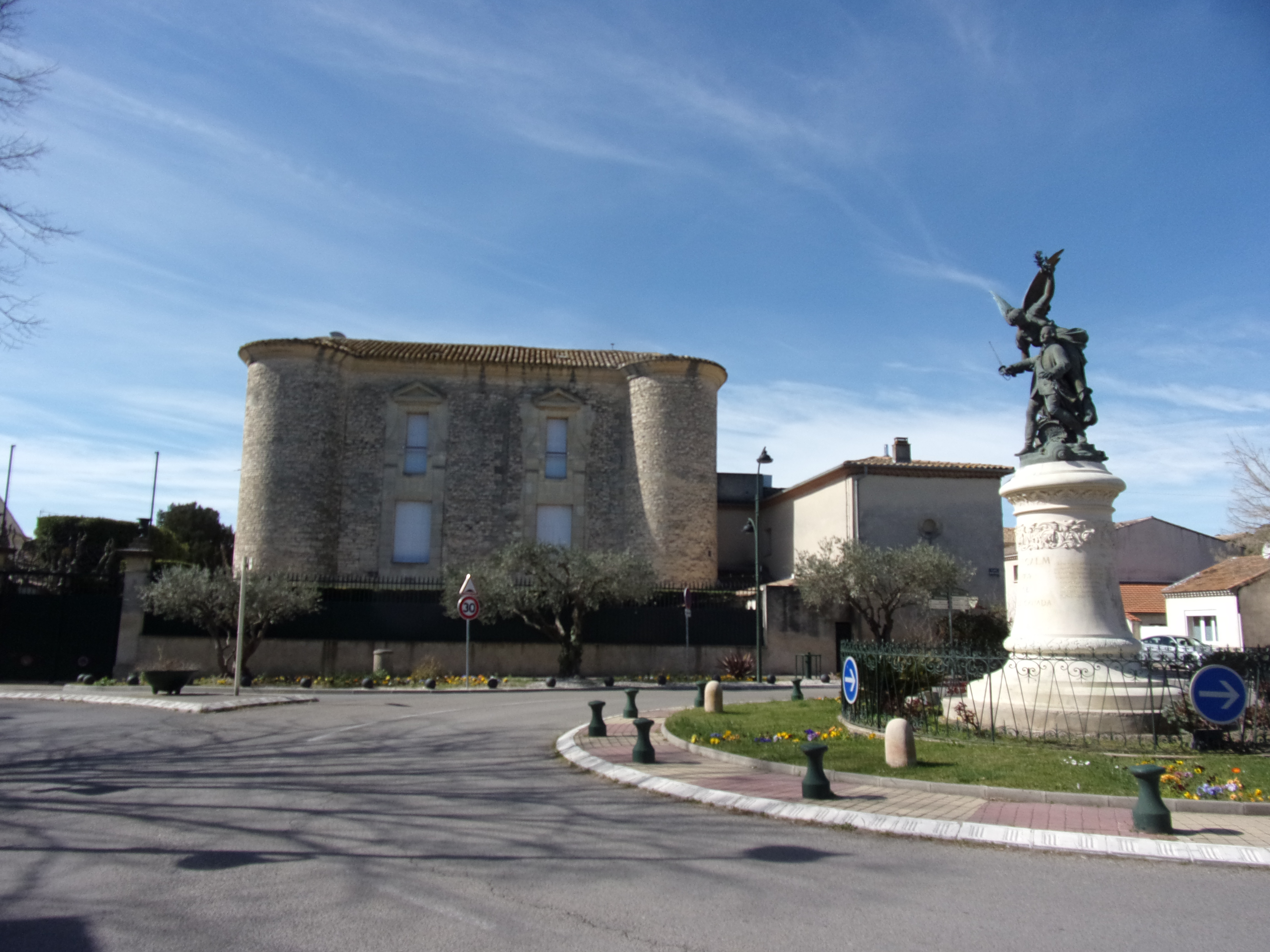
Château de Montcalm et mémorial à Vestric.
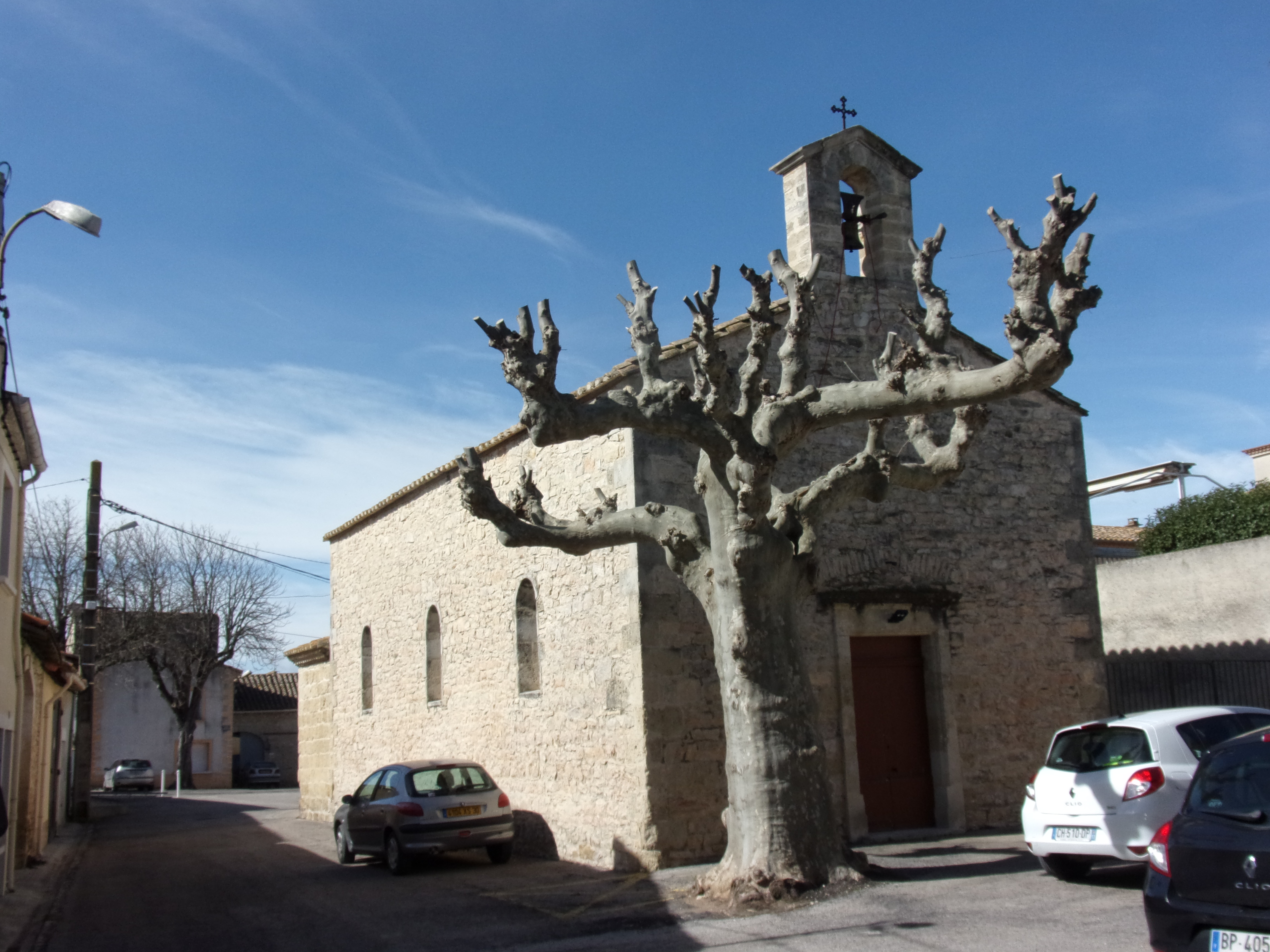
L'église Notre-Dame
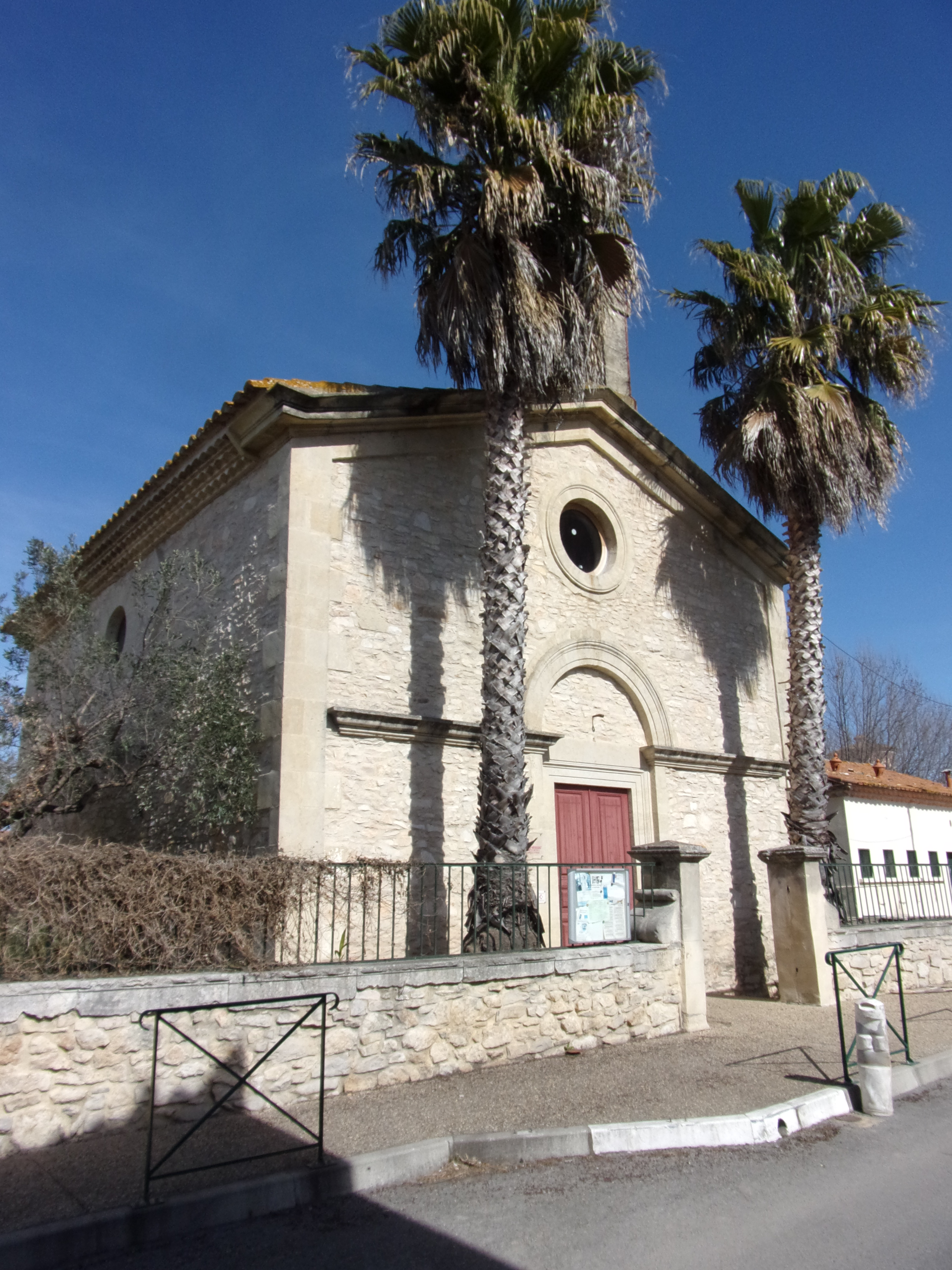
Temple protestant

### Culte
- Temple de l’Église Protestante Unie de France[38].
- L'église Notre-Dame de Vestric-et-Candiac.

### Personnalités liées à la commune
- Louis Joseph de Saint-Véran, Marquis de Montcalm, né au château en 1712, Lieutenant général des armées en Nouvelle-France.